# Ниобийтриникель
Ниобийтриникель — бинарное неорганическое соединение
ниобия и никеля
с формулой NbNi3,
серые кристаллы.

## Получение
- Спекание стехиометрических количеств чистых веществ:

{\displaystyle {\mathsf {Nb+3Ni\ {\xrightarrow {1400^{o}C}}\ Ni_{3}Nb}}}

## Физические свойства
Ниобийтриникель образует кристаллы
ромбической сингонии,
пространственная группа P mmn,
параметры ячейки a = 0,5116 нм, b = 0,4565 нм, c = 0,4258 нм, Z = 2,
структура типа титантримеди Cu3Ti
.
Соединение конгруэнтно плавится при температуре ≈1400°С  и
имеет область гомогенности 73,5÷75,9 ат.% никеля .